# Ruunaanjärvi
Ruunaanjärvi är en sjö i Finland. Den ligger i kommunen Lieksa i landskapet Norra Karelen, i den östra delen av landet, 500 km nordost om huvudstaden Helsingfors. Ruunaanjärvi ligger 139,1 meter över havet. Den är 22,5 meter djup. Arean är 12,43 kvadratkilometer och strandlinjen är 44,57 kilometer lång. Sjön  ingår i Vuoksens huvudavrinningsområde. 